# ستوبنو (استان پومرانی غربی)
ستوبنو (به لهستانی:  Stobno) یک روستا در لهستان است که در گمینا کووباسکووو واقع شده‌است. ستوبنو ۴۵۰ نفر جمعیت دارد.